# 關於蔣介石的謠言
本文收錄已出版的關於蔣介石的謠言。

## 蔣介石籍貫許昌

### 起源
本謠言是香港《文匯報》總編馮英子捏造。
冯英子主持香港《周末报》期间，曾在1949年12月发表一篇《蒋介石身世之谜》，其中说：
民国三十年在重庆……说他是河南许昌繁城镇的人，本来姓陈（疑为“郑”字之误——引者注），弟兄三个，他是最小的一个。幼年死去父亲，他只有两三岁，母亲在开封一位开银楼的奉化蒋家做奶妈……后来蒋老板年纪大了，把店盘给别人，带着妻儿一同回到奉化，因为顾全妻子的脸面，蒋介石被认为他的亲生儿子。
1950年1月，《周末报》又发表了一篇来稿，作者自称见过蒋介石的这位“胞兄”，并听他说起蒋介石身世：
那是光绪初年，咱河南大灾，家母领着我弟兄俩逃荒到信阳，就在蒋家佣工，因此家母就改嫁蒋家，他才八岁只有跟着母亲，我已十二岁就和一个同乡在第二年回去，北伐的时候他到过繁城。卅二年我去重庆找他，没有得见，那个姓戴的派了四个人陪着我，不准我这，不准我那，我受不了，卅五年就回家了……

### 後續
全国政协委员嚴慶澍（筆名唐人）1956年撰寫小說《金陵春梦》，使此說廣為流传。

#### 十九年考證
有学者李耕五，受政协河南省委员会文史资料办公室的委托，历时长达19年时间，对“郑发认亲”进行详细考证，于2000年撰写出长达22万字的专著《蒋氏身世新探———蒋介石原籍许昌说述证》。认为郑蒋之间存在着“八相同”，正史的“奉化说”无法解释：
1. 郑发与蒋介石的相貌神似，近乎相同；
2. 郑三发和蒋介石的出生年月相同；
3. 二人母姓相同；
4. 郑三发的继父与蒋介石之父姓氏相同；
5. 这两位父亲的籍贯相同
6. 这两位父亲的职业也相同；
7. 郑三发继父的长子蒋锡侯和蒋介石的长兄蒋锡侯之名完全相同；
8. 郑发的父亲名郑福安，而蒋介石生前在台湾给自己选择的死后厝棺处，恰巧又在桃園大溪福安村（福安里）。

期間，民国史杂志《民国春秋》在1995年01期专文《蒋介石宜兴认祖祭扫》记录了郑绍发一事。

#### 蒋介石原籍许昌说研讨会
《许昌师专学报》分别在2000年03期和2001年03期刊登了学术研究论文，较为详细地论证蒋介石实际出生于河南省许昌县城西北12华里河街乡后郑庄（今许昌县河街乡南岸村），父亲郑福安，并有兄弟三人，分别为：郑绍发、郑二发、郑三发。
2001年4月，许昌召开“蒋介石原籍许昌说研讨会”，与会有30多位民国史专家，有学者认为“河南许昌说”具有一定的可信性。河南省历史协会原会长朱绍候认为：
1. 承认蒋介石的祖籍除“浙江奉化说”之外还有个“河南许昌说”。
2. 不能否认郑发千里认弟的事实。
3. “浙江奉化说”、“河南许昌说”都需要进一步研究[3]。

#### Y染色體鑒定
《大河报》2009年报道了郑福安66岁的重孙郑金聚曾委托河南世纪风律师事务所，希望能用法医学的办法凭借Y染色体的遗传特性来进行亲属关系甄别。
之後，中国名刊《文史博览》在2011年01期也有专文《浙江奉化还是河南许昌？蒋介石身世之谜》探讨这一问题。而天津《历史学习》亦刊出《蒋介石原籍许昌不宜轻易否定》的论文。岱峻在《粤海风》發表《唐人和他演义的〈金陵春梦〉》稱，郑三发其实是戴笠委托蒋介石的副官胡静安为蒋氏物色的替身。郑三发确为河南人，也确有郑绍发、郑二发两位兄长，后逃难至重庆，因其长相酷似蒋介石被胡静安选中，但终因蒋介石心生不满而作罢。唐人在撰写小说《金陵春梦》时，将郑三发与蒋介石写成同一人，造成后世史学界出现了“蒋介石为郑三发说”。

#### 媒體轉述
新華網發表《蒋介石籍贯到底在哪？》。中國經濟網發表《蔣介石曾被傳為"鄭三發子" "親哥"認親被關(圖)》。
河南法制報發表文章稱，台灣作家張仲魯出版的《蔣介石家世》、嚴慶澍的《金陵春夢》、中华民国陆军中将沈醉的《我所知道的戴笠》也採納了此說，河南史学界的相关研究人员多次受到各大媒体的专访。

### 闢謠
1986年，冯英子在《郑三发子的名字由来及其他》一文中披露，《蒋介石身世之谜》是他發表的。
1995年，冯英子随上海作协到奉化溪口观光，又想起这段往事。时过境迁多年，冯终于承认“这事倒是我生造出来的”。
2011年，新聞記者龔選舞指，此事純屬中國共產黨宣傳系統之誣衊。
2013年，《蔣傳》作者嚴如平在浙江奉化實地考察並查閱有關史料，蔣家世清楚。:1461
2015年，宁波市政协副主席毛翼虎發表長文，敘述了此謠言的前前後後。為了給此事闢謠，蔣介石家人艱辛備嘗。

## 金陵春夢
本書是全國政協委員嚴慶澍撰寫，承接「蔣介石原籍許昌」謠言而來，刊登於香港《新晚報》上，共計三百二十回、兩百三十萬字。1958年由上海文化出版社出版。《大公报》社长费彝民在序中说：“《金陵春梦》在报上刊登迄今，已经三年多了；不独港澳读者对这个连载极感兴趣，海外侨报也纷纷转载，数年于兹。唐人先生自己说：《金陵春梦》既不是小说，也不是历史；他只是把蒋介石其人其事，像说书先生那样描绘而已。广大的读者们，则认为《金陵春梦》不但生动活泼，刻划入微；它的真实性，尤其值得推崇和信赖。”